# Modane

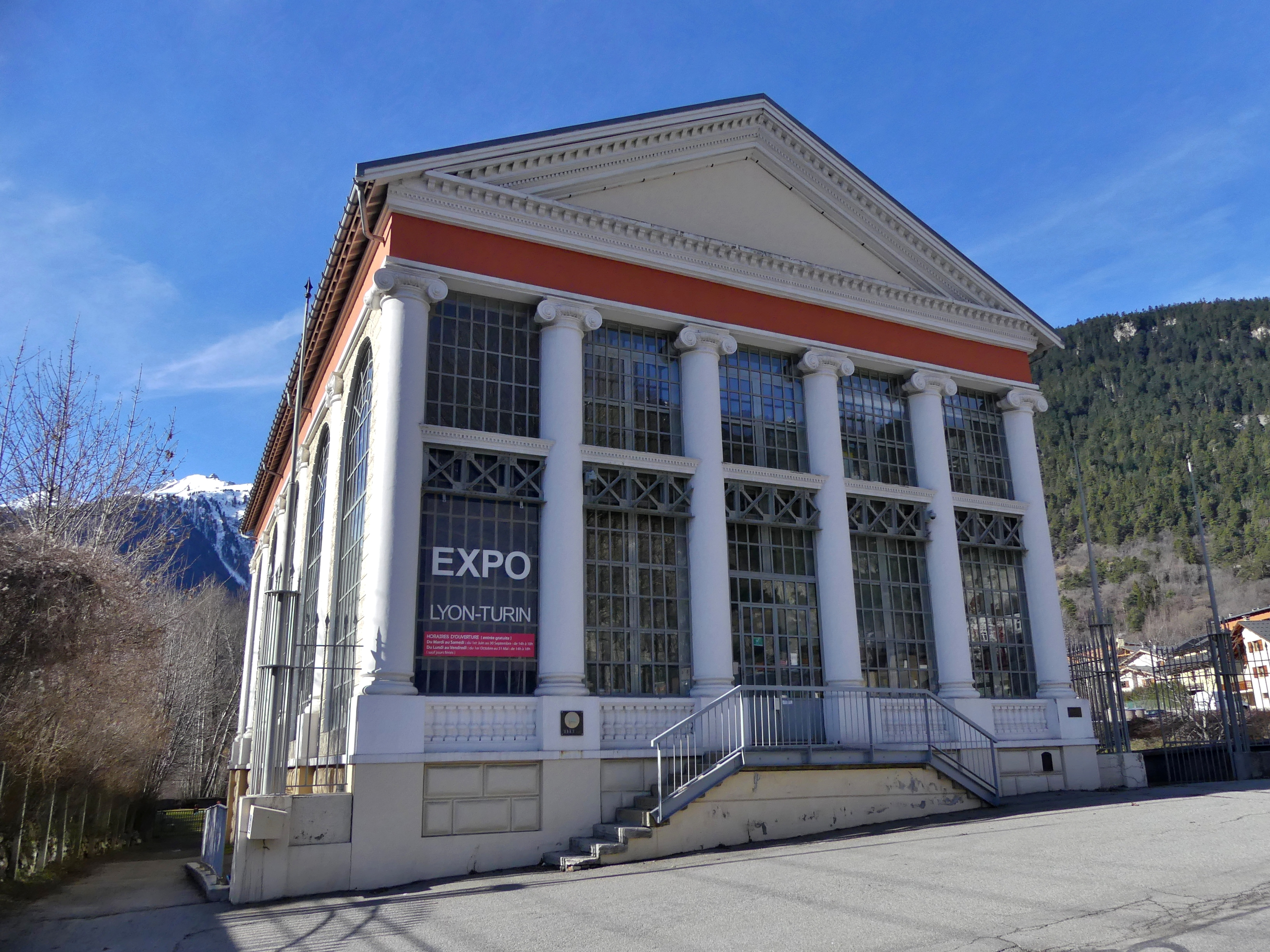
Ehemalige Rizerie des Alpes

Modane [mɔdan] (italienisch Modana) ist eine Stadt mit 2.879 Einwohnern (Stand 1. Januar 2022) im französischen Département Savoie in der Region Auvergne-Rhône-Alpes. Bekannt ist die Gemeinde Modane durch das Wintersportresort Valfréjus.

## Geografie
Die Gemeinde liegt am Fluss Arc, der das Tal der Maurienne gebildet hat, zwischen den Nachbarorten Fourneaux und Avrieux. Sie ist der letzte Ort vor dem Mont-Cenis-Eisenbahntunnel und liegt wenige Kilometer vor dem Anstieg auf den Mont-Cenis-Pass. Die Einfahrt zum Fréjus-Straßentunnel liegt ebenfalls im Gemeindegebiet, der Verkehr führt jedoch am Ort vorbei. 

## Geschichte

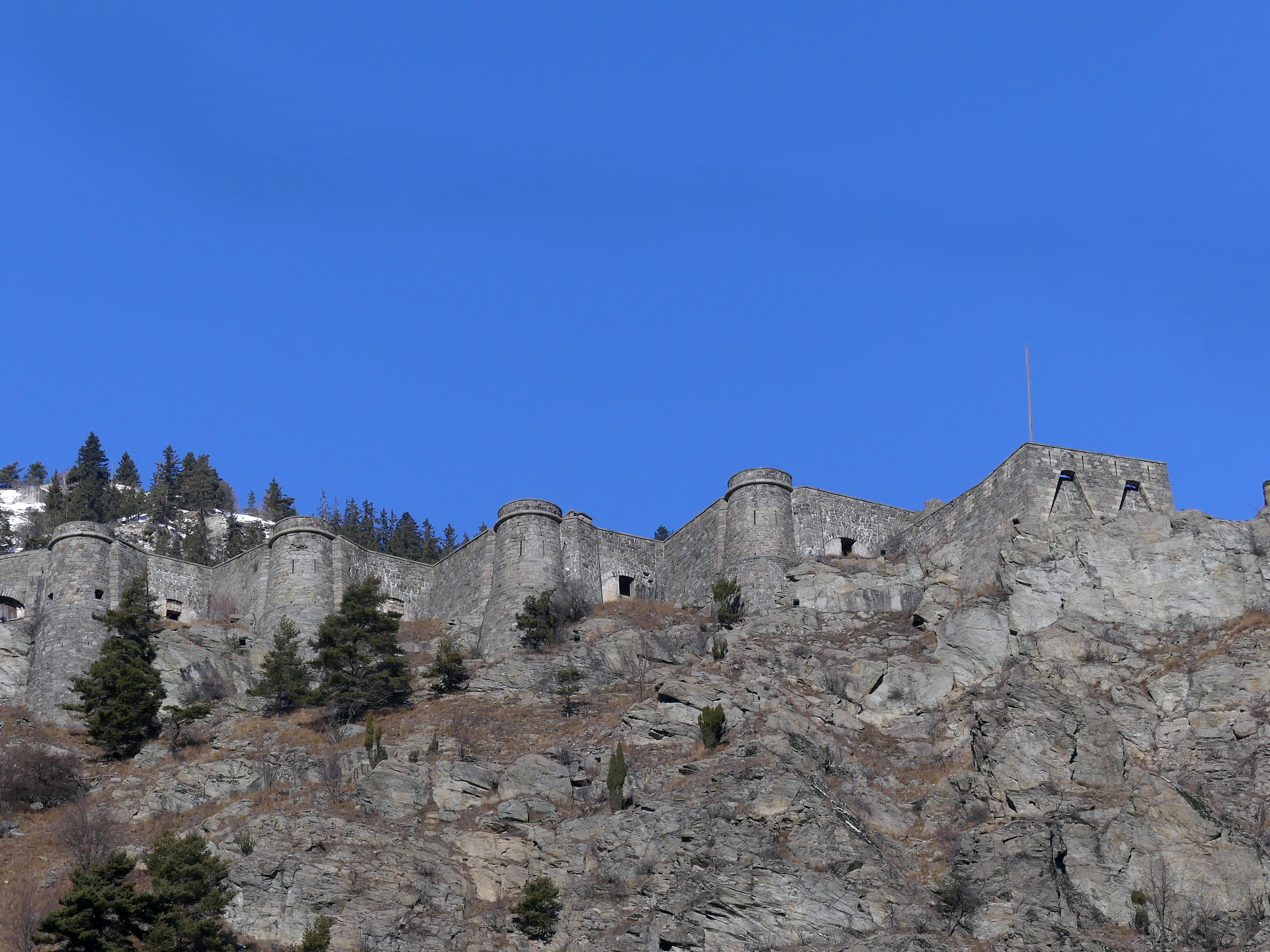
Fort du Replaton

Modane gehörte im Mittelalter zur Grafschaft Savoyen, die 1720 im Königreich Sardinien aufging. Am 24. März 1860 wurde Savoyen und damit Modane an Frankreich abgetreten.
Der Bau des Mont-Cenis-Eisenbahntunnels von 1857 bis 1871, dessen nördliches Portal in Modane liegt, hat den Ort stark geprägt und die Bevölkerungszahl stark anwachsen lassen. Befahren wurde die Strecke ab Oktober 1871 von der Compagnie Paris-Lyon-Méditeranée (PLM). Neben Ventimiglia in Italien, wo ab 1879 ein internationaler Bahnhof bestand, war Modane der wichtigste Grenzort.
Während der Bauzeit waren etwa 800 Arbeiter im Ort einquartiert. 1860 wurden 1203 Einwohner gezählt, bis 1901 stieg die Zahl auf 2603. In Modane eröffneten Geschäfte, Restaurants, Hotels und Auswanderungsagenturen. Vor dem Bahnhof gab es Warteschlangen gewaltiger Größe.
Ende des 19. Jahrhunderts passierten jeden Tag mehrere tausend Italiener und hunderte Lastwagen die Grenze. Wer ohne bestehenden Arbeitsvertrag eingereist war, wurde in ein Auffangzentrum in Montmélian gebracht. Dieses befand sich in einer ehemaligen Armeekaserne und bot nur einen minimalen Konfort. Anwerber französischer Unternehmen waren in dem Zentrum tätig und vergaben Arbeitsstellen.
1908 gründete Francesco Cattaneo in Modane mit der Rizerie des Alpes die erste Reismühle. 14 weitere Reismühlen gingen in und um die Stadt in Betrieb. Eine Werbung der Rizerie François Cattaneo, wie er sich franzisiert nannte, zeigte stoltz einen an der Fabrik vorbeirasenden Zug.
Als 1968 mit dem Bau des 1980 eröffneten Fréjus-Straßentunnels begonnen wurde, hatte die Gemeinde 5500 Einwohner. 2006 eröffnete gegenüber dem ehemaligen Grenzbahnhof das Einwanderungs- und Grenzmuseum Muséobar, das sich mit der Immigration der Italiener nach Frankreich befasst.

## Forstwirtschaft
Im Zentrum der Ortschaft gab es um 1892 einen mit einer Decauvillebahn zur Trocknung von Zirbelkieferzapfen erschlossenen, befestigten Platz. Die umgangssprachlich Zirbelnüsse genannten Samen dienten der Produktion von Lebensmitteln sowie Spirituosen wie Zirbenlikör und Zirbenschnaps.

## Verkehr
Der Bahnhof Modane verbindet die Bahnstrecken Culoz–Modane und Modane–Turin und ist Grenzbahnhof für den Schienenverkehr zwischen Italien und Frankreich. Er wurde 1871 von der Compagnie des chemins de fer de Paris à Lyon et à la Méditerranée in Betrieb genommen, zeitgleich mit der Eröffnung des Mont-Cenis-Eisenbahntunnels.
In Modane hält der zweimal täglich pro Richtung verkehrende Frecciarossa zwischen Paris und Mailand mit einer Gesamtfahrtzeit von 6 h 40 min. Direkt nach Modane passiert die Eisenbahnstrecke den nach Osten in Richtung Italien führenden 13,7 Kilometer langen Mont-Cenis-Eisenbahntunnel, der in Zukunft durch den sich im Bau befindlichen 57,5 Kilometer langen Mont-Cenis-Basistunnel ergänzt werden soll. Im Regionalverkehr wird Modane von Zügen des TER Auvergne-Rhône-Alpes bedient.
Die Autobahn A 43 streift Modane am südlichen Talhang und tritt dort in den Fréjus-Straßentunnel ein. Von dort führt sie als Nationalstraße N 566 bis zur Grenze und danach als italienische T4 (Traforo 4) bis zum Beginn der Autostrada A32 nach Turin weiter.

## Sehenswürdigkeiten
- Le Fort du Replaton (erbaut 1894)
- La Maison penchée
- Fort Saint-Gobain

## Partnerschaften
Modane hat Partnerschaft geschlossen mit der Gemeinde Bardonecchia am anderen Ende der beiden Tunnel in der italienischen Region Piemont sowie mit Ohmden am Rand der Metropolregion Stuttgart in Baden-Württemberg.

## Persönlichkeiten
- Hervé Flandin (* 1965), Biathlet